# Dalmácia romana
A Dalmácia foi uma província romana localizada na região da Dalmácia. O nome deriva provavelmente de uma tribo ilíria chamada dálmatas, que habitava a região oriental da costa do mar Adriático na Antiguidade Clássica. O território da província abrangia a maior parte dos modernos estados da Albânia, Croácia, Bósnia e Herzegovina, Montenegro e Sérvia, uma área significativamente maior que a moderna Dalmácia.

## Período romano
O nome "Dalmácia" passou a ser utilizado provavelmente a partir da segunda metade do século II a.C. e certamente a partir da primeira metade do século II a.C. e definia a região costeira do Adriático entre os rios Krka [en] e Neretva. A região formava a porção norte do antigo Reino da Ilíria entre o século IV a.C. e as Guerras Ilírias (220−168 a.C.), quando a República Romana transformou-o num protetorado ao sul do Neretva e a região ao norte foi sendo gradativamente incorporada ao território romano até que a província de Ilírico foi formalmente criada por volta de 32−27 a.C.
Entre 6-9 d.C., os dálmatas se revoltaram pela última vez com a ajuda dos panônios, mas a rebelião foi esmagada e, em 10 d.C., Ilírico foi divida em duas novas províncias, a Panônia e a província da Dalmácia. Esta última abrangia a maior parte da costa oriental do Adriático e avançava para interior cobrindo toda a região dos Alpes Dináricos. Outras cidades importantes eram: Tarsática, Sênia, Végio, Enona, Iader, Escardona (Scardona), Tragúrio, Équo, Oneu, Issa, Faro, Bona, Córcira Negra, Narona, Epidauro, Rizínio, Ascrívio, Olcínio, Escodra, Epidamno (Dirráquio).
O imperador Diocleciano (r. 284–305) reformou o governo do Império Romano criando a Tetrarquia. Na divisão que se seguiu, a Dalmácia ficou sob a jurisdição do Império Romano do Oriente, do próprio Diocleciano, mas administrada pelo seu césar e herdeiro aparente Galério, cuja corte ficava em Sírmio. Foi na Dalmácia que nasceu Diocleciano e, quando ele se aposentou, construiu um grande palácio perto de Salona, em Espalato, que hoje está na Croácia.
Em 395, Teodósio I dividiu permanentemente o império e concedeu aos seus filhos a posição de "augusto". Desta vez, a Dalmácia passou para o controle do Império Romano do Ocidente do imperador Honório. Em 468, Flávio Júlio Nepos tornou-se o governador da província da Dalmácia. Quatro anos depois, na primavera de 472, o imperador do ocidente, Antêmio, foi assassinado pelo general Ricímero e a tarefa de nomear um sucessor era, legalmente, do imperador do oriente, Leão I, o Trácio. Leão, porém, se demorou e Ricímero, juntamente com seu sobrinho Gundebaldo nomeou sucessivamente Olíbrio e Glicério como imperadores-fantoche. Sem reconhecer nenhum deles, Leão nomeou Flávio Júlio Nepos, o governador da Dalmácia, como novo imperador. Em junho de 474, ele atravessou o Adriático e, chegando em Ravena (onde ficava a corte ocidental), obrigou Glicério a abdicar, assegurando para si o trono. Porém, no ano seguinte, seu mestre dos soldados (magister militum), Orestes forçou Nepos a fugir de volta para Salona (em 28 de agosto de 475). Nos meses seguintes, Rômulo Augusto, o filho de Orestes, foi proclamado imperador, mas foi também deposto depois que seu pai foi assassinado no ano seguinte. Odoacro, o general que depôs Rômulo, não nomeou um novo imperador e debandou a corte ocidental. Júlio Nepos continuou a governar a Dalmácia até 480 como o único imperador legítimo no ocidente (a Dalmácia sendo, de jure, uma parte do finado império).
Depois que Nepos morreu, em 480, a Dalmácia foi formalmente anexada ao Império Bizantino pelo imperador Zenão.

### Romanização
O historiador alemão Theodore Mommsen escreveu (em sua "The Provinces of the Roman Empire" - "As Províncias do Império Romano") que a Dalmácia já estava completamente romanizada e já falava o latim no século IV, uma afirmação corroborada pelo arqueólogo francês Bernard Bavant. O historiador croata Aleksandar Stipčević, por outro lado, escreveu que a análise do material arqueológico recuperado do período mostra que o processo de romanização foi seletivo. Enquanto os centros urbanos, tanto na costa quanto no interior, estavam de fato quase completamente romanizados, a situação na zona rural era bastante diferente. A despeito do poderoso processo de aculturação a que foram submetidos, os ilírios continuaram a falar sua língua nativa, a adorar seus próprios deuses, a seguir suas tradições e suas próprias organizações sócio-políticas, adaptando seus costumes apenas quando era necessário.

## Período bizantino

Império Bizantino era nominalmente o suserano do Reino da Croácia, da Dóclea e da República de Veneza e o "Tema da Dalmácia" era a subdivisão territorial criada na região da Dalmácia para exercer essa autoridade.

Depois da queda do Império Romano do Ocidente em 476 e do início do "Período das Migrações", a região passou para o controle dos godos de Odoacro e Teodorico, o Grande, que governaram a região de 480 até 535, quando Justiniano anexou o território ao Império Bizantino. Muito depois, os bizantinos criaram o Tema da Dalmácia no mesmo território.
A Idade Média na Dalmácia foi um período de intensa rivalidade entre potências vizinhas da região: o cada vez mais enfraquecido Império Bizantino, o Reino da Croácia (posteriormente em união pessoal com o Reino da Hungria), o Reino da Bósnia e a República de Veneza. A Dalmácia na época era uma coleção de cidades costeiras que funcionavam como cidades-estado, com ampla autonomia, mas em constante conflito umas com as outras e sem nenhum controle efetivo do interior (a Zagora). Etnicamente, a Dalmácia começou como uma região romanizada onde uma cultura românica começou a se desenvolver culminando na hoje extinta língua dálmata.
Na Alta Idade Média, a Dalmácia bizantina foi arrasada por uma invasão ávara que destruiu sua capital, Salona, em 639, um evento que fez com que os salonitanos se assentassem no vizinho Palácio de Diocleciano em Espalato (moderna Split), aumentando muito a importância da até então pacata cidade. Depois dos ávaros vieram as grandes migrações eslavas.
Os eslavos, parentes distantes dos ávaros, se assentaram permanentemente na região na primeira metade do século VII e desde então forma o grupo étnico predominante na região. Os croatas rapidamente formaram seu próprio reino: o Principado da Croácia Dálmata, governado por príncipes nativos de origem guduscana. A "Dalmácia", agora se reduziu às cidades e à zona rural vizinha. Estas permaneceram influentes pois eram poderosas fortalezas e mantinham forte relação com o Império Bizantino. As duas comunidades eram hostis num primeiro momento, mas os croatas foram cristianizados e a tensão diminuiu. Um certo nível de mistura cultural passou então a ocorrer, mais forte em alguns lugares e mais fraco em outros, com a influência eslava se destacando em Ragusa, Espalato e Tragúrio. Em 925, o knyaz Tomislau foi coroado em Tomislavgrad e fundou o Reino da Croácia, estendendo sua influência para o sul até a Zaclúmia. Aliado dos bizantinos, o rei recebeu também o status de "protetor da Dalmácia" e era o governante de facto da região.
Na Baixa Idade Média, os bizantinos já não mais eram capazes de manter o controle de forma consistente na Dalmácia e deixaram definitivamente a região depois que a Quarta Cruzada conquistou Constantinopla em 1204.

## Sés episcopais
O cristianismo afirmou-se sobre a costa dálmata já no século I, mas penetrou no interior da província da Dalmácia muito lentamente, com notável retardo com relação aos outros territórios romanos. Se bem que a mais antiga sede episcopal seja de 65, segundo a tradição, Salona (atual Solin), da qual foi bispo o discípulo de Paulo, Tito, as primeiras dioceses territoriais foram criadas no século IV: as de Zara (atual Zadar), Tragúrio (Trogir), Espalato (Split), Córcira Negra (Korčula) e Ragusa (Dubrovnik).
As sés episcopais da província que aparecem no Anuário Pontifício como sés titulares são:
| Dalmácia Inferior - Balécio (Baleč [en]) - Budua (Budva) - Dóclea [en] (Podgoritza) - Drivasto (Drisht [en]) |  | Dalmácia Superior - Alba Marítima (Biograd na Moru) - Arba (Rab) |